# N’zo
Der N’zo ist ein rechter Nebenfluss des Sassandra im Westen der Elfenbeinküste.

## Verlauf
Der Fluss hat seine Quellen südlich von Bafléso, etwa 30 km nordwestlich von Man im Norden des Distrikts Montagnes. Er fließt in südliche Richtung. Nach der Hälfte seines Weges nimmt er von links seinen wichtigsten Nebenfluss, den Kô, auf. Die ursprüngliche Mündung ist inzwischen vom Buyo-See überflutet und lag knapp oberhalb des heutigen Staudamms. Der N’zo mündet, je nach Wasserstand, unterhalb von Guiglo in den Buyo-See.

## Hydrometrie
Die Durchflussmenge des Flusses wurde in Guiglo bei etwa 85 % des ursprünglichen Einzugsgebietes in m³/s gemessen.